# Iglesia de la Santa Cruz (Cockburn Town)
La iglesia de la Santa Cruz (en inglés: Church of the Holy Cross) es el nombre que recibe un edificio religioso que está afiliado a la Iglesia católica y se encuentra ubicado en Osborne Road en la ciudad de Cockburn Town la más grande de la isla Gran Turca y la capital del territorio británico de ultramar de las Islas Turcas y Caicos en las Antillas.
El templo se rige por el rito romano o latino y depende de la misión sui juris de las Islas Turcas y Caicos (Missio Sui Iuris Turcensium et Caicensium), sufragánea de la arquidiócesis de Nasáu y que fue creada en 1984 bajo el pontificado de Juan Pablo II.
Debido a la diversidad étnica de la congregación la iglesia ofrece servicios religiosos en inglés, criollo y español.